# Hero (pel·lícula)
Hero (en xinès: 英雄; en pinyin: Yīngxióng) és una pel·lícula del gènere xinès wuxia de l'any 2002, dirigida per Zhang Yimou. L'actor Jet Li hi apareix com protagonista sense nom. La pel·lícula està basada en la història de Jing Ke i l'intent d'assassinat del Rei de Qin del 227 a. C. Després de la seva estrena va convertir-se en la pel·lícula més cara i més taquillera de la història de la Xina, en aquell moment.

## Argument
A l'antic regne de Qin, un guerrer conegut com «sense nom» (Jet Li) es presenta al palau del rei amb les espases dels assassins del regne de Zhao. Aquests havien intentat matar al rei de Qin (Chen Daoming) i, aquest havia ofert una recompensa per aquestes morts.
El rei li concedeix audiència i li demana que li expliqui la seva proesa. Tot plegat és un parany per a poder matar al primer emperador i aquest se n'adona ben aviat. No obstant això, enlloc d'avisar els seus guardes, el sobirà permet que el guerrer sense nom continuï amb la seva història.

## Repartiment
- Jet Li com a Sense nom (en xinès: 无名; en pinyin: Wúmíng)
- Tony Leung com a Espasa trencada (en xinès: 残剑; en pinyin: Cánjiàn)
- Maggie Cheung com a Neu voladora (en xinès: 飞雪; en pinyin: Fēixuě)
- Chen Daoming com a Qin Shi Huangdi, el rei Qin (en xinès: 秦王; en pinyin: Qín Wáng)
- Donnie Yen com a Cel ample (en xinès: 长空; en pinyin: Chángkōng)
- Zhang Ziyi com a Lluna (en xinès: 如月; en pinyin: Rúyuè)